# René Vandereycken
René Vandereycken (ur. 22 lipca 1953 w Spalbeek) – belgijski piłkarz grający na pozycji pomocnika i trener piłkarski.
W ciągu dwudziestopięcioletniej kariery zawodniczej grał m.in. w Club Brugge i RSC Anderlecht; łącznie z tymi klubami sześciokrotnie wygrywał tytuł mistrza kraju, dwa razy dotarł do finału Pucharu UEFA i raz do finału Pucharu Zdobywców Pucharów. Z reprezentacją Belgii, w której barwach rozegrał 50 meczów, zdobył wicemistrzostwo Europy 1980 i zajął IV miejsce na Mundialu 1986. Od końca lat 80. pracuje jako szkoleniowiec. Prowadził m.in. Standard Liège, krótko Anderlecht, holenderskie FC Twente i Racing Genk, ale nie odniósł z nimi większych sukcesów. Od początku 2006 do 7 kwietnia 2009 roku był selekcjonerem reprezentacji Belgii.

## Sukcesy piłkarskie
- mistrzostwo Belgii 1976, 1977, 1978 i 1980, Puchar Belgii 1977, finał Pucharu UEFA 1976 oraz finał Pucharu Zdobywców Pucharów 1978 z Club Brugge
- mistrzostwo Belgii 1985 i 1986 oraz finał Pucharu UEFA 1984 z RSC Anderlechtem

W reprezentacji Belgii od 1975 do 1986 roku rozegrał 50 meczów i strzelił 3 bramki – uczestnik Euro 1980 (wicemistrzostwo Europy) oraz Mundiali 1982 (druga runda) i 1986 (IV miejsce).

## Sukcesy szkoleniowe
- finał Pucharu Holandii 2004 z Twente Enschede
- III miejsce w lidze belgijskiej w sezonie 2004–2005 z Racingiem Genk